# Itara melanocephala
Itara melanocephala är en insektsart som beskrevs av Andrej Vasiljevitj Gorochov 1988. Itara melanocephala ingår i släktet Itara och familjen syrsor. Inga underarter finns listade i Catalogue of Life.